# Atletiek op de Paralympische Zomerspelen 2024 - 200 m vrouwen T47
De 200 meter voor vrouwen klasse T47 op de Paralympische Zomerspelen 2024 vond plaats van op 30 augustus in het Stade de France. Deze klasse is voor atleten met een enkele amputatie onder de elleboog of pols of een vergelijkbare handicap, met een normale functie in beide benen. Dit is een gecombineerde klasse met T46. De winnares van 2020 was Lisbeli Vera Andrade uit Venezuela. Zij werd opgevolgd door Anna Grimaldi uit Nieuw-Zeeland, de Amerikaanse Brittni Mason behaalde het zilver en Sasirawan Inthachot uit Thailand won de bronzen medaille.

## Records
Voorafgaand aan het toernooi waren dit de wereldrecords en Paralympische records.
| Wereldrecord        | T46/47 | Cuba Yunidis Castillo | 24.45 | Londen | 1 september 2012 |
| Paralympisch record | T46/47 | Cuba Yunidis Castillo | 24.45 | Londen | 1 september 2012 |

## Series
De eerste twee van de drie series kwalificeerden zich direct voor de finale. Van de overgebleven atleten kwalificeerden bovendien de twee snelsten zich voor de finale.

#### Serie 1
| Rang | Baan | Kl. | Naam                        | Naam | Tijd  | Bijz. |
| ---- | ---- | --- | --------------------------- | ---- | ----- | ----- |
| 1    | 5    | T47 | Fernanda Yara da Silva      | BRA  | 26.51 | Q, PB |
| 2    | 4    | T46 | Li Lu                       | CHN  | 26.51 | Q, SB |
| 3    | 2    | T46 | Angelina Lanza              | FRA  | 27.05 |       |
| 4    | 9    | T47 | Kim Marie Vaske             | GER  | 27.17 | PB    |
| 5    | 7    | T47 | Tereza Jakschova            | CZE  | 27.27 |       |
| 6    | 8    | T46 | Kadiatou Bangoura           | GUI  | 28.47 | SB    |
| —    | 3    | T47 | Lisbeli Marina Vera Andrade | VEN  | DNS   |       |

#### Serie 2
| Rang | Baan | Kl. | Naam                    | Naam | Tijd  | Bijz. |
| ---- | ---- | --- | ----------------------- | ---- | ----- | ----- |
| 1    | 8    | T46 | Brittni Mason           | USA  | 25.61 | Q     |
| 2    | 3    | T47 | Anastasiia Soloveva     | NPA  | 25.74 | Q, SB |
| 3    | 8    | T47 | Sheriauna Haase         | CAN  | 25.87 | q     |
| 4    | 7    | T47 | Petra Luteran           | HUN  | 25.90 | PB    |
| 5    | 6    | T47 | Teresita Daiana Briozzi | ARG  | 26.47 | SB    |
| 6    | 5    | T47 | Amanda Cerna            | CHI  | 27.61 | SB    |

#### Serie 3
| Rang | Baan | Kl. | Naam                         | Naam | Tijd         | Bijz. |
| ---- | ---- | --- | ---------------------------- | ---- | ------------ | ----- |
| 1    | 7    | T47 | Anna Grimaldi                | NZL  | 25.09        | Q     |
| 2    | 8    | T47 | Sasirawan Inthachot          | THA  | 25.39        | Q, SB |
| 3    | 6    | T47 | Maria Clara Augusto da Silve | BRA  | 25.53        | q     |
| 4    | 5    | T46 | Jule Ross                    | GER  | 25.93 (.925) | PB    |
| 4    | 3    | T47 | Marie Ngoussou Ngouyi        | FRA  | 25.93 (.927) |       |
| 6    | 4    | T47 | Saska Sokolov                | SRB  | 25.98        |       |

### Finale
| Rang   | Baan | Kl. | Naam                         | Naam | Tijd  | Bijz. |
| ------ | ---- | --- | ---------------------------- | ---- | ----- | ----- |
| Goud   | 7    | T47 | Anna Grimaldi                | NZL  | 24.72 |       |
| Zilver | 8    | T46 | Brittni Mason                | USA  | 25.18 |       |
| Brons  | 4    | T47 | Sasirawan Inthachot          | THA  | 25.20 | SB    |
| 4      | 6    | T47 | Fernanda Yara da Silva       | BRA  | 25.35 | PB    |
| 5      | 3    | T47 | Maria Clara Augusto da Silva | BRA  | 25.71 |       |
| 6      | 2    | T47 | Sheriauna Haase              | CAN  | 25.76 |       |
| 7      | 5    | T47 | Anastasiia Soloveva          | NPA  | 26.05 |       |
| 8      | 9    | T46 | Li Lu                        | CHN  | 25.66 |       |